# Liste de personnalités au columbarium du Père-Lachaise
Le  cimetière du Père-Lachaise de Paris est le lieu d'incinération de nombreuses personnalités. Les cendres peuvent être placées dans une case du columbarium du Père-Lachaise, dans la 87e division du cimetière - dont voici une liste non exhaustive -, être dispersées sur le « jardin du souvenir », placées dans un caveau, ou remises à la famille.
Pour les personnes enterrées, voir l'article Liste de personnalités inhumées au cimetière du Père-Lachaise.
- Haut – A
- B
- C
- D
- E
- F
- G
- H
- I
- J
- K
- L
- M
- N
- O
- P
- Q
- R
- S
- T
- U
- V
- W
- X
- Y
- Z

## A
| Nom                    | Né   | Mort | Occupation                                                                       | Localisation       | Case           | Réf.  | Illustration |
| ---------------------- | ---- | ---- | -------------------------------------------------------------------------------- | ------------------ | -------------- | ----- | ------------ |
| Paul Abries            | 1868 | 1930 | compositeur                                                                      | columbarium        | 5 353          |       |              |
| Serge Adda             | 1948 | 2004 | homme de télévision tunisien, président de TV5 Monde                             | columbarium        | 2 665          | [ 1 ] |              |
| Jamila Aït-Abbas       | 1954 | 2013 | romancière                                                                       | columbarium        | 17 273         |       |              |
| Savarimuthu Akastiyar  | 1926 | 1995 | écrivain                                                                         | columbarium        | 22 262         |       |              |
| Mirea Alexandresco     | 1920 | 1990 | réalisateur, scénariste                                                          | columbarium        | 4 694          |       |              |
| Sarane Alexandrian     | 1927 | 2009 |                                                                                  | columbarium        | 40 048         |       |              |
| Maud Alexandrian       | 1923 | 1991 | peintre                                                                          | columbarium        | 40 048         |       |              |
| Anonyme                |      |      | Cases anonymes comportant une sculpture de Valentini et de la Fonderie Clémenti. | columbarium        | 6 913 et 6 925 | [ 2 ] |              |
| Georges Aminel         | 1922 | 2007 | comédien                                                                         | columbarium        | 24 722         |       |              |
| Roger Apéry            | 1916 | 1994 | mathématicien                                                                    | columbarium        | 7 971          |       |              |
| Thierry Aprile         | 1961 | 2013 | historien, écrivain                                                              | remis à la famille |                |       |              |
| Françoise Ardré        | 1931 | 2010 |                                                                                  | columbarium        | 20 125         |       |              |
| Nicolas Arfan          | 1952 | 2006 | joaillier                                                                        | columbarium        | 2 351          |       |              |
| Francis Arnaud         | 1944 | 2005 | comédien                                                                         | columbarium        | 21 483         |       |              |
| Jean-Paul Aron         | 1925 | 1988 | écrivain, épistémologue et historien français                                    | columbarium        | 791            | ,     |              |
| Robert Aron-Brunetière | 1915 | 1994 | dermatologue                                                                     | columbarium        | 40 539         |       |              |
| Odilon Arrighi         | 1891 | 1959 | maire du 18e arrondissement de Paris                                             | columbarium        | 6 236          |       |              |
| Yves Audeve            | 1933 | 1994 |                                                                                  | columbarium        | 13 980         |       |              |
| Mario Avati            | 1921 | 2009 | peintre, graveur                                                                 | columbarium        | 2 900          |       |              |

- Haut – A
- B
- C
- D
- E
- F
- G
- H
- I
- J
- K
- L
- M
- N
- O
- P
- Q
- R
- S
- T
- U
- V
- W
- X
- Y
- Z

## B
| Nom                            | Né   | Mort | Occupation                                                                                   | Localisation                                 | Case           | Réf.              | Illustration |
| ------------------------------ | ---- | ---- | -------------------------------------------------------------------------------------------- | -------------------------------------------- | -------------- | ----------------- | ------------ |
| MCaroline Babert               | 1947 | 2010 | journaliste et écrivaine                                                                     | columbarium                                  | 9 692          |                   |              |
| Arthur Ballue                  | 1835 | 1894 |                                                                                              | case reprise                                 | 20             |                   |              |
| Edme Bancelin                  | 1855 | 1916 | ingénieur et administrateur de la Compagnie française de charbons pour l'électricité à Paris | columbarium                                  | 93             |                   |              |
| Alphonse Bard                  | 1850 | 1942 | avocat                                                                                       | columbarium                                  | 380            |                   |              |
| Raoul Barette                  | 1891 | 1969 | avocat                                                                                       | columbarium                                  | 3 863          |                   |              |
| Joseph Amber Barry             | 1917 | 1994 | historien, biographe de George Sand                                                          | columbarium                                  | 40 560         | [ 1 ]             |              |
| Henri Barthelemy               | 1884 | 1977 | illustrateur                                                                                 | columbarium                                  | 10 924         |                   |              |
| Léon Bary                      | 1880 | 1954 | acteur et réalisateur                                                                        | columbarium                                  | 15 686         |                   |              |
| Paul Bastide                   | 1879 | 1962 | chef d'orchestre et compositeur français                                                     | columbarium                                  | 2 536          |                   |              |
| Arthur Bastien                 | 1855 | 1918 | député belge                                                                                 | columbarium                                  | 5 110          |                   |              |
| Jane Bathori                   | 1877 | 1970 | chanteuse                                                                                    | columbarium                                  | 6 954          |                   |              |
| Daniel Baugeste                | 1948 | 2007 |                                                                                              | columbarium                                  | 21 631         |                   |              |
| Jean Beauduin                  | 1851 | 1916 | artiste peintre belge                                                                        | columbarium                                  | 5 306          |                   |              |
| Sigrid Behrakis                | 1943 | 1998 | peintre                                                                                      | columbarium                                  | 18 090         |                   |              |
| Édouard Bénédictus             | 1878 | 1930 | inventeur du verre feuilleté                                                                 | columbarium                                  | 5 120          |                   |              |
| Daniel Bensaïd                 | 1946 | 2010 | philosophe et théoricien du mouvement trotskiste en France                                   | columbarium                                  | 21 852         |                   |              |
| Bernard Bercault               | 1901 | 1989 | médecin du groupe de bombardement Lorraine                                                   | columbarium                                  | 10 667         |                   |              |
| Léon Bergeon                   | 1840 | 1912 |                                                                                              | columbarium                                  | 5 781          |                   |              |
| Jean-Louis Bernard             | 1918 | 1998 | écrivain                                                                                     | columbarium                                  | 13 367         |                   |              |
| Léon Bernstein                 | 1877 | 1962 |                                                                                              | columbarium                                  | 6 414          |                   |              |
| Boris Bernstein                | 1907 | 1978 | sculpteur, médailleur                                                                        | columbarium                                  | 10 204         |                   |              |
| Suzanne Berthet                | 1903 | 1990 | artiste peintre                                                                              | columbarium                                  | 20 806         |                   |              |
| Jean Besnard                   | 1889 | 1958 | céramiste                                                                                    | columbarium                                  | 10 755         | [ 4 ]             |              |
| Pierre Besnard                 | 1886 | 1947 | syndicaliste, secrétaire général de la CGT-SR                                                | columbarium                                  | 10 759         |                   |              |
| Constant Amédée Bétis          | 1925 | 1995 | musicien de jazz                                                                             | columbarium                                  | 20 832         |                   |              |
| Michel Maurice Lévy dit Bétove | 1883 | 1965 | compositeur                                                                                  | case reprise                                 | 11 686         | ,                 |              |
| Maurice Beurnier               | 1878 | 1949 |                                                                                              | columbarium                                  | 4 147          |                   |              |
| Charles Bévot                  | 1948 | 2004 |                                                                                              | columbarium                                  | 4 824          |                   |              |
| Gérard Bignolais               | 1937 | 2007 |                                                                                              | columbarium                                  | 24 403         |                   |              |
| Estelle Binant                 | 1946 | 2023 | Meilleure élève de Paul Ricœur                                                               | columbarium                                  | 15 276         |                   |              |
| Robert Bizardel                | 1885 | 1945 |                                                                                              | columbarium                                  | 3 469          |                   |              |
| Yves Bizos                     | 1895 | 1976 | directeur de Bobino et de l'Alhambra                                                         | columbarium                                  | 17 511         |                   |              |
| Antoine Blatin                 | 1841 | 1911 | maire de Clermont-Ferrand et député du Puy-de-Dôme                                           | A été incinéré au cimetière du Père-Lachaise |                | [réf. nécessaire] |              |
| Jacques Bleibtreu              | 1946 | 2006 |                                                                                              | columbarium                                  | 23 809         |                   |              |
| Roger Blin                     | 1907 | 1984 | acteur et metteur en scène                                                                   | columbarium                                  | 536            | ,                 |              |
| Lars Bo                        | 1924 | 1999 | peintre, graveur et écrivain danois                                                          | columbarium                                  | 18 581         |                   |              |
| Pierre Boccadoro               | 1922 | 2003 | membre des Commandos Kieffer                                                                 | columbarium                                  | 18 331         |                   |              |
| Raymond Bossus                 | 1903 | 1981 | sénateur de Paris                                                                            | columbarium                                  | 495            | [ 2 ]             |              |
| Brutus Bouchet                 | 1840 | 1915 |                                                                                              | columbarium                                  | 6 316          |                   |              |
| Pierre Boudreau                |      |      | peintre                                                                                      | columbarium                                  | 40 398         |                   |              |
| Pierre Boulle                  | 1912 | 1994 | romancier                                                                                    | cimetière Saint-Véran (Avignon)              | 40 598         | ,                 |              |
| Louis Boulonnois               | 1894 | 1958 | secrétaire général de la mairie de Suresnes et ancien collaborateur d'Henri Sellier          | columbarium                                  | 6 417          | ,                 |              |
| Boulos                         | 1910 | 1972 | journaliste                                                                                  | columbarium                                  | 1 889          |                   |              |
| Georges Bourdon                | 1868 | 1938 | journaliste et écrivain                                                                      | columbarium                                  | 11 938         |                   |              |
| Désiré-Magloire Bourneville    | 1840 | 1909 | président de la société d'incinération                                                       | columbarium                                  | 5 540          |                   |              |
| Amédée Boutarel                | 1855 | 1924 | critique musical et musicographe                                                             | case reprise                                 | 5 515          |                   |              |
| Eugène Boutefroy               | 1881 | 1931 | architecte                                                                                   | columbarium                                  | 5 049          |                   |              |
| Paul Bouthonnier               | 1885 | 1957 | homme politique français                                                                     | columbarium                                  | 2 303          | [ 4 ]             |              |
| Paul Braig                     | 1906 | 1972 |                                                                                              | columbarium                                  | 8 001          |                   |              |
| Karen Bramson                  | 1875 | 1965 | écrivaine danoise                                                                            | columbarium                                  | 1 062          | ,                 |              |
| Jean Barsier                   | 1903 | 2003 |                                                                                              | columbarium                                  | 22 610         |                   |              |
| Casimir Brau                   | 1878 | 1934 | sculpteur animalier réputé notamment pour ses mascottes de radiateur                         | columbarium                                  | 6 977          |                   |              |
| Jean Breuillac                 | 1894 | 1975 | militaire et Français libre                                                                  | columbarium                                  | 625            |                   |              |
| Marc Bridel                    | 1883 | 1931 | professeur au muséum, pharmacien des hôpitaux                                                | columbarium                                  | 6 782          |                   |              |
| Jean Breuillac                 | 1894 | 1975 | militaire et Français libre                                                                  | columbarium                                  | 625            |                   |              |
| Marie-France Briselance        | 1945 | 2018 | romancière, essayiste et scénariste française                                                | columbarium                                  | 17 291         |                   |              |
| Henri Brissac                  | 1826 | 1906 | journaliste et homme politique français                                                      | columbarium                                  | 2 184          |                   |              |
| Pierre Brossolette             | 1902 | 1944 | résistant                                                                                    | Panthéon                                     | 3 913 ou 3 920 | ,                 |              |
| Jean Brunaux                   | 1935 | 2011 | case comportant l'épitaphe « mourir est vraiment la dernière chose à faire »                 | columbarium                                  | 16 634         |                   |              |
| Pierre Bruneau                 | 1928 | 1992 | journaliste                                                                                  | columbarium                                  | 16 958         |                   |              |

- Haut – A
- B
- C
- D
- E
- F
- G
- H
- I
- J
- K
- L
- M
- N
- O
- P
- Q
- R
- S
- T
- U
- V
- W
- X
- Y
- Z

## C
| Nom                   | Né   | Mort | Occupation                                                             | Localisation | Case   | Réf.  | Illustration |
| --------------------- | ---- | ---- | ---------------------------------------------------------------------- | ------------ | ------ | ----- | ------------ |
| André Caffi           | 1887 | 1955 | homme de lettres                                                       | columbarium  | 6 136  |       |              |
| Maria Callas          | 1923 | 1977 | cantatrice                                                             | mer Égée     | 16 258 | ,     |              |
| Marcel Camus          | 1912 | 1982 | réalisateur de cinéma                                                  | case reprise | 23 249 | ,     |              |
| Gilles Carnoy         | 1951 | 2006 | architecte                                                             | columbarium  | 24 862 |       |              |
| Lionel Cassan         | 1956 | 2002 | animateur de radio et présentateur de télévision                       | columbarium  | 2 676  | [ 1 ] |              |
| Pierre Castex         | 1924 | 1991 | journaliste, écrivain et scénariste                                    | columbarium  | 1 395  | ,     |              |
| Élisabeth Catroux     | 1953 | 2013 | actrice                                                                | columbarium  | 18 526 |       |              |
| Auguste Cauvin        | 1856 | 1937 | journaliste                                                            | columbarium  | 4 290  |       |              |
| Adeline Cavell        |      | 1951 | artiste dramatique                                                     | columbarium  | 6 082  |       |              |
| Élyane Célis          | 1914 | 1962 | chanteuse et actrice belge                                             | case reprise | 19 432 | ,     |              |
| Dominique Cervetti    | 1954 | 2005 | architecte                                                             | columbarium  | 8 444  |       |              |
| Georges Charensol     | 1899 | 1995 | journaliste et critique                                                | columbarium  | 313    |       |              |
| Pierre BrCharveluneau | 1927 | 1996 | journaliste                                                            | columbarium  | 21 468 |       |              |
| Henri Chassin         | 1887 | 1964 | poète, chansonnier libertaire et antimilitariste                       | columbarium  | 728    |       |              |
| Yves Chassin          | 1938 | 1994 | chorégraphe                                                            | columbarium  | 728    |       |              |
| Emmanuel Chauvière    | 1850 | 1910 |                                                                        | case reprise | 2 655  |       |              |
| Jean Chazal           | 1907 | 1991 |                                                                        | columbarium  | 15 368 |       |              |
| Fernand Chenot        | 1913 | 1986 | imprimeur                                                              | columbarium  | 15 698 |       |              |
| Libert Cical          | 1892 | 1994 | haut responsable des éditions du PCF                                   | columbarium  | 353    |       |              |
| Roman Cieslewicz      | 1930 | 1996 | graphiste polonais                                                     | columbarium  | 317    |       |              |
| René Claude           | 1904 | 1996 | président-fondateur de l'association « Paris et son histoire »         | columbarium  | 19 130 |       |              |
| Jean Clavet           | 1866 | 1930 | journaliste                                                            | columbarium  | 3 698  |       |              |
| Antonio Coen          | 1885 | 1956 | avocat et militant politique                                           | columbarium  | 6 128  | [ 2 ] |              |
| Émile Cohl            | 1857 | 1938 | dessinateur et animateur français, l'un des inventeurs du dessin animé | columbarium  | 24 023 | ,     |              |
| Charles Edward Coles  | 1853 | 1926 |                                                                        | columbarium  | 4 495  |       |              |
| Georges Conchon       | 1925 | 1990 | écrivain et scénariste                                                 | columbarium  | 21 230 |       |              |
| Victor Considerant    | 1808 | 1893 | philosophe et économiste, adepte du fouriérisme                        | case reprise | 913    | [ 3 ] |              |
| Régine Crespin        | 1927 | 2007 | cantatrice                                                             | columbarium  | 40 499 | [ 1 ] |              |
| Lucy Crespin          |      | 1970 | peintre                                                                | columbarium  | 4 512  |       |              |
| Henri Custillon       | 1877 | 1957 | auteur-compositeur                                                     | columbarium  | 2 609  |       |              |

- Haut – A
- B
- C
- D
- E
- F
- G
- H
- I
- J
- K
- L
- M
- N
- O
- P
- Q
- R
- S
- T
- U
- V
- W
- X
- Y
- Z

## D
| Nom                        | Né   | Mort | Occupation | Localisation                         | Case           | Réf.   | Illustration |
| -------------------------- | ---- | ---- | --- | ------------------------------------ | -------------- | ------ | ------------ |
| Pierre Dac                 | 1893 | 1975 | humoriste et comédien                                                                                                  | columbarium                          | 4 462          | ,      |              |
| Muse Dalbray               | 1903 | 1998 | actrice, écrivaine | columbarium                          | 23 469         |        |              |
| François Darbon            | 1915 | 1998 | | columbarium                          |                |        |              |
| Robert Dartois             | 1891 | 1971 | | columbarium                          |                |        |              |
| Rudolf Daus                | 1854 | 1916 | architecte | columbarium                          | 5 434          |        |              |
| Myriam David               | 1917 | 2004 | médecin, résistante, survivante d'Auschwitz                                                                            | columbarium                          | 5 434          |        |              |
| Marcel Daxely              | 1914 | 1989 | acteur | columbarium                          |                |        |              |
| Josette Day                | 1914 | 1978 | actrice | columbarium                          |                |        |              |
| Natalie Debogory           | 1887 | 1939 | | columbarium                          | 4 780          |        |              |
| Gérard Debreu              | 1921 | 2004 | économiste | columbarium                          | 8 840          |        |              |
| Hélène Dedieu              |      | 2001 | | columbarium                          | 19 736         |        |              |
| Lise Deharme               | 1898 | 1980 | romancière, poétesse et l'une des muses du surréalisme                                                                 | columbarium                          | 21 857         |        |              |
| Jean-François Delacour     | 1942 | 2001 | comédien | columbarium                          | 11 731         |        |              |
| Georges Delbos             | 1901 | 1970 | secrétaire administratif de la Grande Loge de France                                                                   | columbarium                          | 2 048          | [ 3 ]  |              |
| François Delimal           | 1922 | 1944 | | cimetière de Passy                   | 3 920 ou 3 913 |        |              |
| Marcel Delius              | 1909 | 1998 | photographe | columbarium                          | 9 852          |        |              |
| Orens Denizard             | 1879 | 1965 | caricaturiste | columbarium                          | 2 052          |        |              |
| Magdeleine Depas           | 1879 | 1938 | comédienne | columbarium                          | 6 522          |        |              |
| Fernand Depas              | 1866 | 1942 | comédien | columbarium                          | 6 523          |        |              |
| Jean-Claude Deret          | 1921 | 2016 | scénariste, dramaturge, acteur et écrivain                                                                             | columbarium                          | ?              |        |              |
| Louis-Simon Dereure        | 1838 | 1900 | | case reprise                         | 1 262          |        |              |
| Jules Desbois              | 1851 | 1935 | sculpteur | columbarium                          | 4 837          |        |              |
| Didier Destal              | 1947 | 2012 | psychiatre connu du grand public pour avoir été le psychologue des candidats de l'émission de télé-réalité, Loft Story | columbarium                          | 1 438          |        |              |
| Émile Desvaux              | 1879 | 1927 | conseiller municipal du 19e arrondissement de Paris                                                                    | columbarium                          | 5 420          |        |              |
| Amédée Dherbecourt         | 1865 | 1937 | personnalité politique française                                                                                       | columbarium                          | 411            |        |              |
| Jean Dideral               | 1906 | 1996 | | columbarium                          | 14 254         |        |              |
| Gaston Dona                | 1870 | 1957 | chanteur | columbarium                          | 6 881          | ,      |              |
| Gaston Dona                | 1900 | 1982 | | columbarium                          | 6 869          |        |              |
| Pierre Dorsey              |      |      | | case reprise                         | 20 757         |        |              |
| Maurice Doublier           | 1873 | 1916 | | columbarium                          | 3 923          |        |              |
| Monique Drake del Castillo | 1922 | 2001 | artiste dramatique | columbarium                          | 19 748         |        |              |
| Ernesto Drangosh           | 1945 | 1997 | peintre | columbarium                          | 22 591         |        |              |
| Hélène Duc                 | 1917 | 2014 | actrice | columbarium                          | 8 742          |        |              |
| Paul Dukas                 | 1865 | 1935 | compositeur | columbarium                          | 4 938          | ,      |              |
| Jean-Baptiste Dumay        | 1841 | 1926 | syndicaliste et homme politique, maire du Creusot en 1871.                                                             | cimetière Saint Laurent (Le Creusot) | 5 562          | [ 11 ] |              |
| Dominique dumont           | 1950 | 2004 | peintre | columbarium                          | 23 748         |        |              |
| Isadora Duncan             | 1877 | 1927 | danseuse américaine | columbarium                          | 6 796          | ,      |              |

- Haut – A
- B
- C
- D
- E
- F
- G
- H
- I
- J
- K
- L
- M
- N
- O
- P
- Q
- R
- S
- T
- U
- V
- W
- X
- Y
- Z

## E
| Nom                      | Né   | Mort | Occupation                        | Localisation | Case   | Réf. | Illustration |
| ------------------------ | ---- | ---- | --------------------------------- | ------------ | ------ | ---- | ------------ |
| Sophie Edmond-Villanueva | 1964 | 1999 |                                   | columbarium  | 17 718 |      |              |
| Suzanne Eisenbeis        | 1938 | 2003 | peintre                           | columbarium  | 3 582  |      |              |
| James Emanuel            | 1921 | 2013 | poète américain                   | columbarium  | 16 412 |      |              |
| Arvid Enckell            | 1884 | 1967 | écrivain et traducteur finlandais | columbarium  | 1 875  |      |              |
| Berthe Ernotte-Leroux    | 1894 | 1976 | peintre                           | columbarium  | 17 551 |      |              |
| Max Ernst                | 1891 | 1976 | artiste allemand                  | columbarium  | 2 102  | ,    |              |
| Susanne Eisenbeis        | 1938 | 2003 | artiste peintre                   | columbarium  | 3 582  |      |              |

- Haut – A
- B
- C
- D
- E
- F
- G
- H
- I
- J
- K
- L
- M
- N
- O
- P
- Q
- R
- S
- T
- U
- V
- W
- X
- Y
- Z

## F
| Nom              | Né   | Mort | Occupation                                                                                           | Localisation | Case   | Réf.   | Illustration |
| ---------------- | ---- | ---- | --- | ------------ | ------ | ------ | ------------ |
| Jeanne Fanonnel  | 1889 | 1982 | institutrice et syndicaliste                                                                         | columbarium  | ?      | [ 12 ] |              |
| Paule Fay        | 1907 | 2002 | homme politique franco-polonais                                                                      | columbarium  | 669    |        |              |
| Victor Fay       | 1903 | 1991 | homme politique franco-polonais                                                                      | columbarium  | 669    |        |              |
| Félix Fénéon     | 1861 | 1944 | critique d'art, journaliste et directeur de revues français                                          | columbarium  | 1 597  | ,      |              |
| Franck Fernandel | 1935 | 2011 | chanteur et comédien ; fils de Fernandel                                                             | columbarium  | 9 266  | [ 4 ]  |              |
| Laurent Fignon   | 1960 | 2010 | coureur cycliste                                                                                     | columbarium  | 1 445  | ,      |              |
| Gustave Florot   | 1885 | 1956 | artiste peintre                                                                                      | columbarium  | 1 947  |        |              |
| Sven Follin      | 1911 | 1997 | psychiatre                                                                                           | columbarium  | 40 289 |        |              |
| Aimé Fournillier | 1928 | 1993 | président de la Société des Cuisiniers de France et vice-président de l'Académie Culinaire de France | columbarium  | 1 099  |        |              |
| Harry Fragson    | 1869 | 1913 | auteur-compositeur                                                                                   | columbarium  | 5 923  | ,      |              |
| Pierre Frank     | 1905 | 1984 | dirigeant trotskiste                                                                                 | columbarium  | 2 080  | [ 2 ]  |              |
| Paul Fugère      | 1851 | 1920 | acteur, frère de Lucien Fugère                                                                       | columbarium  | 2 700  |        |              |
| Loïe Fuller      | 1862 | 1918 | danseuse de music-hall américaine                                                                    | columbarium  | 5 382  | ,      |              |

- Haut – A
- B
- C
- D
- E
- F
- G
- H
- I
- J
- K
- L
- M
- N
- O
- P
- Q
- R
- S
- T
- U
- V
- W
- X
- Y
- Z

## G
| Nom                      | Né   | Mort | Occupation                                                                       | Localisation | Case   | Réf.   | Illustration |
| ------------------------ | ---- | ---- | -------------------------------------------------------------------------------- | ------------ | ------ | ------ | ------------ |
| Anne-Marie Gaignon       | 1846 | 1998 | artiste peintre                                                                  | case reprise | 17 629 |        |              |
| Lucien Gamblin           | 1890 | 1972 | footballeur français                                                             | case reprise | 14 591 | ,      |              |
| Ștefan Gane              | 1924 | 1988 | architecte                                                                       | columbarium  | 5 399  |        |              |
| Serge Ganzl              | 1925 | 1991 | dramaturge, scénariste et romancier                                              | columbarium  | 40 388 |        |              |
| Jean Gaudry              | 1933 | 1991 | peintre et poète orléanais                                                       | columbarium  | 40 042 |        |              |
| Yvonne George            | 1895 | 1930 | chanteuse et comédienne belge                                                    | case reprise | 7 014  | [ 14 ] |              |
| Paul Gibaud              | 1914 | 1980 | syndicaliste et résistant français                                               | columbarium  | 6 166  |        |              |
| Jean-Pierre Giovannetti  | 1905 | 1992 | sculpteur français                                                               | columbarium  | 40 251 |        |              |
| Georges Goldkorn         | 1905 | 1977 | artiste peintre                                                                  | columbarium  | 1 144  |        |              |
| Stan Golestan            | 1875 | 1956 | compositeur roumain                                                              | columbarium  | 1 540  | ,      |              |
| Paul-Henri Gourdot       | 1930 | 2009 | Grand Maître du Grand Orient de France                                           | columbarium  | 3 955  |        |              |
| Stéphane Grappelli       | 1908 | 1997 | violoniste                                                                       | columbarium  | 417    | ,      |              |
| Michel Regnier, dit Greg | 1931 | 1999 | dessinateur de bandes dessinées, créateur du personnage d'Achille Talon          | columbarium  | 11 717 | [ 4 ]  |              |
| Jacques Grello           | 1915 | 1978 | acteur et chansonnier                                                            | case reprise | 19 281 |        |              |
| Édouard Grimaux          | 1835 | 1900 | médecin                                                                          | case reprise | 1 211  | [ 3 ]  |              |
| Arthur Groussier         | 1863 | 1957 | ingénieur, syndicaliste, franc-maçon et homme politique socialiste et communiste | columbarium  | 6 380  |        |              |
| Jules Guesde             | 1845 | 1922 | homme politique, fondateur du Parti ouvrier français                             | columbarium  | 6 323  | ,      |              |

- Haut – A
- B
- C
- D
- E
- F
- G
- H
- I
- J
- K
- L
- M
- N
- O
- P
- Q
- R
- S
- T
- U
- V
- W
- X
- Y
- Z

## H
| Nom               | Né   | Mort | Occupation                                                | Localisation | Case   | Réf.  | Illustration                                                               |
| ----------------- | ---- | ---- | --------------------------------------------------------- | ------------ | ------ | ----- | -------------------------------------------------------------------------- |
| Michel Haar       | 1937 | 2003 | philosophe                                                | columbarium  | 233    |       |                                                                            |
| Pierre Halary     | 1863 | 1935 | poète, traducteur et philologue                           | columbarium  | 627    |       |                                                                            |
| Marcel Hébert     | 1851 | 1916 | philosophe français                                       | columbarium  | 5 957  |       |                                                                            |
| Adolphe Helbling  | 1878 | 1950 | artiste, père de Jeanne Helbling                          | columbarium  | 6 369  |       |                                                                            |
| Jacques Hélian    | 1912 | 1986 | chef d'orchestre de music-hall français                   | columbarium  | 15 672 | ,     |                                                                            |
| Edgard Hérouard   | 1858 | 1932 | biologiste marin                                          | columbarium  | 5 471  |       |                                                                            |
| Alexis Hinsberger | 1907 | 1996 | artiste peintre, lithographe, sculpteur                   | columbarium  | 10 244 | [ 1 ] |                                                                            |
| Guy Hocquenghem   | 1946 | 1988 | essayiste, romancier, militant homosexuel                 | columbarium  | 407    | [ 1 ] |                                                                            |
| Philippe Honoré   | 1941 | 2015 | dessinateur et caricaturiste notamment chez Charlie Hebdo | columbarium  | 2 894  | [ 1 ] |                                                                            |
| Albert Houtin     | 1867 | 1926 | prêtre, historien et philosophe                           | columbarium  | 5 674  |       |                                                                            |
| Hervé Huitric     | 1945 | 2025 | artiste pionnier des images de synthèse et professeur     | columbarium  | 19 860 |       | Case du Columbarium du Père Lachaise contenant les cendres d'Hervé Huitric |

- Haut – A
- B
- C
- D
- E
- F
- G
- H
- I
- J
- K
- L
- M
- N
- O
- P
- Q
- R
- S
- T
- U
- V
- W
- X
- Y
- Z

## I
| Nom          | Né   | Mort | Occupation                      | Localisation | Case   | Réf. | Illustration |
| ------------ | ---- | ---- | ------------------------------- | ------------ | ------ | ---- | ------------ |
| Nyota Inyoka | 1896 | 1971 | danseuse et chorégraphe hindoue | columbarium  | 4 794  |      |              |
| Isidore Isou | 1925 | 2007 |                                 | columbarium  | 24 193 |      |              |

- Haut – A
- B
- C
- D
- E
- F
- G
- H
- I
- J
- K
- L
- M
- N
- O
- P
- Q
- R
- S
- T
- U
- V
- W
- X
- Y
- Z

## J
| Nom               | Né   | Mort | Occupation                                                    | Localisation | Case   | Réf.  | Illustration |
| ----------------- | ---- | ---- | ------------------------------------------------------------- | ------------ | ------ | ----- | ------------ |
| Edmond Jabès      | 1912 | 1991 | poète                                                         | columbarium  | 1 971  | [ 1 ] |              |
| Louis Jacob       | 1883 | 1959 | historien et doyen de la Faculté des Lettres de Lille         | columbarium  | 2 352  |       |              |
| Claude Jade       | 1948 | 2006 | actrice                                                       | columbarium  | }      |       |              |
| Maurice Jattefaux | 1890 | 1955 |                                                               | columbarium  | 3 943  |       |              |
| Jean Jérôme       | 1909 | 1990 | militant communiste, internationaliste et dirigeant de la MOI | columbarium  | 10 277 |       |              |

- Haut – A
- B
- C
- D
- E
- F
- G
- H
- I
- J
- K
- L
- M
- N
- O
- P
- Q
- R
- S
- T
- U
- V
- W
- X
- Y
- Z

## K
| Nom              | Né   | Mort | Occupation                            | Localisation | Case   | Réf.   | Illustration |
| ---------------- | ---- | ---- | ------------------------------------- | ------------ | ------ | ------ | ------------ |
| Vahé Katcha      | 1928 | 2003 | écrivain, scénariste et journaliste   | columbarium  | 7 623  |        |              |
| René Kieffer     | 1876 | 1963 | relieur, éditeur et libraire français | columbarium  | 3 178  |        |              |
| Marcus Klingberg | 1918 | 2015 | espion du KGB installé en Israël      | columbarium  | 6 964  |        |              |
| František Kupka  | 1871 | 1957 | peintre tchèque                       | columbarium  | 22 696 | [ 15 ] |              |

- Haut – A
- B
- C
- D
- E
- F
- G
- H
- I
- J
- K
- L
- M
- N
- O
- P
- Q
- R
- S
- T
- U
- V
- W
- X
- Y
- Z

## L
| Nom                        | Né   | Mort | Occupation | Localisation | Case   | Réf.  | Illustration |
| -------------------------- | ---- | ---- | --- | ------------ | ------ | ----- | ------------ |
| Jean-Luc Lagarce           | 1957 | 1995 | dramaturge, metteur en scène, comédien                                                                         | columbarium  | 21 145 |       |              |
| Albert Laisant             | 1873 | 1928 | militant anarchiste, franc-maçon et pédagogue libertaire                                                       | columbarium  | 578    |       |              |
| Charles-Ange Laisant       | 1841 | 1920 | mathématicien et homme politique                                                                               | columbarium  | 723    |       |              |
| Charles Laisant            | 1911 | 1952 | anarcho-syndicaliste, petit-fils de Charles-Ange Laisant                                                       | columbarium  | 723    | [ 3 ] |              |
| Marcel Laporte             | 1891 | 1971 | speaker | case reprise | 13 841 | ,     |              |
| Sunsiaré de Larcône        | 1935 | 1962 | auteure | case reprise | 20 945 |       |              |
| Clarence John Laughlin     | 1905 | 1985 | photographe américain                                                                                          | columbarium  | 777    |       |              |
| James R. Lawler            | 1929 | 2013 | professeur émérite de littérature française à l'université de Chicago et figure majeure des études valéryennes | columbarium  | 22 713 |       |              |
| Francis Le Basser          | 1889 | 1974 | ancien maire de Laval                                                                                          | columbarium  | 2 813  |       |              |
| Louis Lecoin               | 1888 | 1971 | militant pacifiste et anarchiste                                                                               | columbarium  | 12 049 |       |              |
| Darling Légitimus          | 1907 | 1999 | actrice française, grand-mère de Pascal Légitimus                                                              | columbarium  | 16 411 |       |              |
| Marcel Le Marchand         |      |      | comédien | columbarium  | 17 369 |       |              |
| André Le Troquer           | 1884 | 1963 | président de l'Assemblée nationale                                                                             | columbarium  | 2 654  | ,     |              |
| Prosper-Olivier Lissagaray | 1838 | 1901 | animateur littéraire, journaliste républicain socialiste indépendant                                           | case reprise | 1 385  | [ 3 ] |              |
| André Lorulot              | 1885 | 1963 | | columbarium  | 859    | [ 2 ] |              |
| Murray Louis               | 1926 | 2016 | danseur, chorégraphe et édagogue américain                                                                     | columbarium  | 6 627  |       |              |
| Michel Lucas               | 1928 | 2015 | | columbarium  | 2 060  |       |              |

- Haut – A
- B
- C
- D
- E
- F
- G
- H
- I
- J
- K
- L
- M
- N
- O
- P
- Q
- R
- S
- T
- U
- V
- W
- X
- Y
- Z

## M
| Nom                                      | Né   | Mort | Occupation | Localisation                  | Case   | Réf.   | Illustration |
| ---------------------------------------- | ---- | ---- | --- | ----------------------------- | ------ | ------ | ------------ |
| Aimé Machon                              | 1878 | 1936 | pharmacien et chancelier du Grand Collège des Rites du Grand Orient de France | columbarium                   | 638    |        |              |
| Lucio Mad                                | 1962 | 2005 | écrivain et metteur en scène | columbarium                   | 20 804 |        |              |
| Michel Magne                             | 1930 | 1984 | compositeur, musicien français et interprète | columbarium                   | 1 289  | ,      |              |
| Leïlah Mahi                              |      | 1932 | écrivaine | columbarium                   | 5 011  |        |              |
| Maurice Maignan                          | 1868 | 1946 | sculpteur | columbarium                   | 4 458  |        |              |
| Rirette Maîtrejean                       | 1887 | 1968 | | columbarium                   | 2 439  | ,      |              |
| Nestor Makhno                            | 1889 | 1934 | anarchiste ukrainien | columbarium                   | 6 685  | [ 2 ]  |              |
| René Mammonat                            | 1900 | 1977 | conseiller de la République | columbarium                   | 6 693  |        |              |
| Octave Mannoni                           | 1889 | 1986 | ethnologue, philosophe et psychanalyste | columbarium                   | 9 018  |        |              |
| Jean Marconi                             | 1906 | 1971 | acteur | columbarium                   | 14 060 |        |              |
| Jane Marken                              | 1895 | 1976 | actrice | columbarium                   | 17 784 |        |              |
| Jane Marnac                              | 1886 | 1976 | actrice de théâtre | columbarium                   | 17 787 | ,      |              |
| Thomas William Marshall                  | 1875 | 1914 | peintre | columbarium                   | 2 137  |        |              |
| Jean-Michel Martial                      | 1952 | 2019 | acteur et ancien président du CReFOM | caveau familial en Guadeloupe |        | [ 16 ] |              |
| Marcel Martin                            | 1885 | 1953 | vice-président du conseil d'administration de la caisse « Le Travail de la Seine », directeur de la Caisse interdépartementale des Assurances sociales de la Seine et Seine-et-Oise | columbarium                   | 6 390  | ,      |              |
| Roland Marx                              | 1933 | 2000 | historien | columbarium                   | 40 311 |        |              |
| Max Maxudian                             | 1881 | 1976 | acteur | columbarium                   |        |        |              |
| Harry Ossip Meerson                      | 1910 | 1991 | photographe de mode | columbarium                   | 527    |        |              |
| Simon Meller                             | 1875 | 1949 | directeur du Musée des beaux-arts et professeur à l'université de Budapest | columbarium                   | 4 432  | [ 2 ]  |              |
| Pierre Mendès France                     | 1907 | 1982 | homme politique, président du Conseil | cendres remises à la famille  | 1 630  |        |              |
| Lionel Menut                             | 1916 | 1945 | pilote d'avion | columbarium                   | 24 336 |        |              |
| Edith Méra                               | 1905 | 1935 | actrice italienne | columbarium                   | 2 178  | [ 3 ]  |              |
| Marcel Méréthys                          | 1885 | 1973 | comédien de la Belle Époque | columbarium                   | 6 941  |        |              |
| Gabriel Meretik                          | 1939 | 2000 | journaliste | columbarium                   | 441    |        |              |
| Émile Merwart                            | 1869 | 1960 | administrateur colonial | columbarium                   | 7 028  |        |              |
| Pierre Métayer                           | 1905 | 1979 | ministre | columbarium                   | 12 592 |        |              |
| André Metthey                            | 1871 | 1920 | artiste | columbarium                   | 3 091  |        |              |
| Milton, dit Mezz Mezzrow                 | 1899 | 1972 | clarinettiste et saxophoniste de jazz américain | columbarium                   | 14 572 | ,      |              |
| Abel Michéa                              | 1920 | 1986 | journaliste sportif | columbarium                   | 1 199  | [ 2 ]  |              |
| Derek Middleton                          | 1917 | 1983 | peintre | columbarium                   | 14 331 |        |              |
| Dumitru Milcoveanu                       | 1914 | 1985 | musicien roumain | columbarium                   | 5 260  | [ 18 ] |              |
| Ernest Millard                           | 1888 | 1957 | peintre, aquarelliste et illustrateur | columbarium                   | 23 158 |        |              |
| Paule Minck                              | 1839 | 1901 | femme de lettres, journaliste, franc-maçonne, socialiste, communarde et féministe                                                                                                   | case reprise                  | 1 029  |        |              |
| Jeanne Modigliani                        | 1918 | 1984 | fille du peintre Amedeo Modigliani et de Jeanne Hébuterne | columbarium                   | 21 681 | [ 2 ]  |              |
| Charles Moreau                           | 1883 | 1989 | éditeur d'Art | columbarium                   | 3 099  |        |              |
| Marc-Alexandre Millanvoye                | 1973 | 2005 | journaliste, directeur de Radio Nova | columbarium                   | 19 233 |        |              |
| Michaël Milon                            | 1972 | 2002 | champion de karaté | columbarium                   | 7 422  |        |              |
| Borrah Minevitch                         | 1902 | 1955 | | columbarium                   | 4 447  | [ 2 ]  |              |
| Jean-Pierre Miquel                       | 1937 | 2003 | | columbarium                   | 427    |        |              |
| Nathalie Mitri                           | 1965 | 1990 | | columbarium                   | 6 952  |        |              |
| Masao Miyamoto                           | 1948 | 1999 | psychiatre japonais qui a dénoncé dans ses livres la bureaucratie et le conformisme de la société japonaise                                                                         | columbarium                   | 18 390 | [ 2 ]  |              |
| Pierre Mocaër                            | 1936 | 2006 | peintre | columbarium                   | 22 012 |        |              |
| Raymond Molinier                         | 1904 | 1994 | l'un des deux leaders du trotskisme en France lors de l'entre-deux-guerres | columbarium                   | 25 326 |        |              |
| François Molnar                          | 1909 | 1998 | | columbarium                   | 16 994 |        |              |
| Pierre Monatte                           | 1881 | 1960 | ouvrier du livre et une figure majeure du syndicalisme français | columbarium                   | 3 971  |        |              |
| Monda                                    | 1905 | 1989 | peintre | columbarium                   | 16 358 |        |              |
| Sylvère Monod                            | 1921 | 2006 | traducteur, essayiste et universitaire français, grand spécialiste de littérature anglaise                                                                                          | columbarium                   | 11 836 |        |              |
| Gaston Mardochée Brunswick, dit Montéhus | 1872 | 1952 | chansonnier français | columbarium                   | 681    | ,      |              |
| Alain Monteil                            | 1943 | 1990 | poète | columbarium                   | 16 391 |        |              |
| Michel Morphy                            | 1863 | 1928 | poète | columbarium                   | 116    |        |              |
| Frank Morse Rummel                       | 1884 | 1960 | | columbarium                   | 4 482  |        |              |
| Pierre Morin                             | 1901 | 1962 | acteur de cinéma | columbarium                   | 23 267 |        |              |
| Charles Mosnier                          | 1865 | 1924 | acteur de théâtre et de cinéma | columbarium                   | 5 551  |        |              |
| Jean Moulin                              | 1899 | 1943 | résistant. | columbarium puis Panthéon     | 3 857  | ,      |              |
| Pierre-Emmanuel Musso                    | 1971 | 1992 | mathématicien. Case ornée d'un dessin de Moebius. | columbarium                   | 635    |        |              |

- Haut – A
- B
- C
- D
- E
- F
- G
- H
- I
- J
- K
- L
- M
- N
- O
- P
- Q
- R
- S
- T
- U
- V
- W
- X
- Y
- Z

## N
| Nom              | Né   | Mort | Occupation                                                                                      | Localisation | Case             | Réf. | Illustration |
| ---------------- | ---- | ---- | ----------------------------------------------------------------------------------------------- | ------------ | ---------------- | ---- | ------------ |
| Samuel Nalot     | 1883 | 1953 | colonel et chef de corps du 1er régiment d'infanterie.                                          | columbarium  | 456              |      |              |
| Louis Navarre    | 1853 | 1921 | homme politique                                                                                 | columbarium  | 21 949           |      |              |
| Gaston Neuburger | 1873 | 1930 | banquier à Paris, l'un des fondateurs de la Banque Neuburger                                    | columbarium  | 456              |      |              |
| Alwin Nikolais   | 1910 | 1993 | danseur, chorégraphe et professeur américain                                                    | columbarium  | 6 627            |      |              |
| Maurice Nisard   | 1914 | 2000 | juriste, secrétaire général du Parti communiste tunisien et président de l'université Paris 13. | columbarium  | 445              |      |              |
| Line Noro        | 1900 | 1985 | actrice                                                                                         | columbarium  | 13 983 ou 18 383 | ,    |              |

- Haut – A
- B
- C
- D
- E
- F
- G
- H
- I
- J
- K
- L
- M
- N
- O
- P
- Q
- R
- S
- T
- U
- V
- W
- X
- Y
- Z

## O
| Nom                                    | Métier                                                             | Localisation | Case N° | Photo |
| -------------------------------------- | ------------------------------------------------------------------ | ------------ | ------- | ----- |
| Féliks Odzikowski (1898-1978)          | sculpteur                                                          | columbarium  | 7 581   |       |
| Olivier Caudron, dit Olive (1955-2006) | chanteur guitariste de rock/pop leader du groupe Lili drop         | columbarium  | 21 364  |       |
| Mireille Osmin (1903-1993)             | personnalité politique                                             | columbarium  | 1 650   |       |
| Mustapha Ourrad (1954-2015)            | correcteur-relecteur, mort pendant l'Attentat contre Charlie Hebdo | columbarium  | 2 882   |       |
| Max Ophüls (1902-1957)                 | metteur en scène français,                                         | columbarium  | 6 219   |       |

- Haut – A
- B
- C
- D
- E
- F
- G
- H
- I
- J
- K
- L
- M
- N
- O
- P
- Q
- R
- S
- T
- U
- V
- W
- X
- Y
- Z

## P
| Nom                    | Né   | Mort | Occupation | Localisation | Case   | Réf.  | Illustration |
| ---------------------- | ---- | ---- | --- | ------------ | ------ | ----- | ------------ |
| Camille Alfred Pabst   | 1828 | 1898 | artiste-peintre | case reprise | 814    | ,     |              |
| Alain Pacadis          | 1949 | 1986 | | columbarium  | 15 359 |       |              |
| Gabriel Pagnerre       | 1874 | 1939 | architecte | columbarium  | 24 720 |       |              |
| André Pascau-Baylère   | 1923 | 2010 | directeur de mines puis président du conseil d'administration de la Caisse de Coordination aux Assurances Sociales de la RATP | columbarium  | 11 796 |       |              |
| François Paul          | 1896 | 1965 | médecin légiste | columbarium  | 6 026  | [ 2 ] |              |
| Gustave Payot          | 1884 | 1960 | libraire et éditeur | columbarium  | 16 706 |       |              |
| Camille Pelletan       | 1846 | 1915 | homme politique | columbarium  | 6 356  | ,     |              |
| Louis Perceau          | 1883 | 1942 | | columbarium  | 976    |       |              |
| Emmanuel Pettidi       | 1869 | 1953 | médecin | columbarium  | 6 066  |       |              |
| Georges de Peyrebrune  | 1841 | 1917 | femme de lettres française, auteur de romans populaires                                                                       | columbarium  | 5 731  |       |              |
| Jean Picart Le Doux    | 1902 | 1982 | peintre | columbarium  | 10 753 | ,     |              |
| Zofia Piramowicz       | 1902 | 1982 | peintre | columbarium  | 1 024  |       |              |
| Eugénie Potonié-Pierre | 1880 | 1958 | peintre | columbarium  | 1 024  | [ 4 ] |              |
| Bruno Pittini          | 1944 | 1995 | coiffeur-styliste des stars                                                                                                   | columbarium  | 2 037  |       |              |
| Marceau Pivert         | 1895 | 1958 | instituteur, syndicaliste et militant socialiste                                                                              | columbarium  | 624    | ,     |              |
| Georges Perec          | 1936 | 1982 | écrivain, membre de l'Oulipo                                                                                                  | columbarium  | 382    | [ 3 ] |              |
| Pierre Jacques         | 1939 | 2003 | illusionniste | columbarium  | 3 800  |       |              |
| Émile Poëncin          | 1889 | 1967 | Relieur | columbarium  | 727    |       |              |
| Henri Poirier          | 1932 | 2005 | comédien de cinéma et de théâtre                                                                                              | columbarium  | 12 930 |       |              |
| Jean Poperen           | 1925 | 1997 | homme politique, ministre chargé des relations avec le Parlement                                                              | columbarium  | 3 570  | [ 3 ] |              |
| Léon Pousthomis        | 1881 | 1916 | lithographe et caricaturiste français                                                                                         | columbarium  | 3 900  |       |              |
| Alexandre Potressov    | 1869 | 1934 | révolutionnaire russe | columbarium  | 6 562  |       |              |
| Jo Privat              | 1919 | 1996 | accordéoniste | columbarium  | 16 768 |       |              |

- Haut – A
- B
- C
- D
- E
- F
- G
- H
- I
- J
- K
- L
- M
- N
- O
- P
- Q
- R
- S
- T
- U
- V
- W
- X
- Y
- Z

## R
| Nom                        | Né   | Mort | Occupation                                                          | Localisation                                 | Case   | Réf.  | Illustration |
| -------------------------- | ---- | ---- | ------------------------------------------------------------------- | -------------------------------------------- | ------ | ----- | ------------ |
| La Régia                   | 1901 | 1981 | chanteuse                                                           | columbarium                                  | 10 863 |       |              |
| Marthe Richard             | 1889 | 1982 | prostituée, aviatrice, espionne et femme politique                  | columbarium                                  | 5 629  | ,     |              |
| Alain Riou                 | 1953 | 2004 | homme politique, impliqué dans la restauration du Carnaval de Paris | columbarium                                  | 53     |       |              |
| Oreste Rosenfeld           | 1891 | 1964 | journaliste, homme politique                                        | columbarium                                  | 4 348  |       |              |
| Manuel Rosenthal           | 1904 | 2003 | compositeur et chef d'orchestre                                     | columbarium                                  | 11 929 | [ 1 ] |              |
| Jacques Rouxel             | 1931 | 2004 | dessinateur et réalisateur, créateur des Shadoks                    | columbarium                                  | 2 025  |       |              |
| Vladimir Ivanovitch Rudnev | 1879 | 1966 | capitaine de vaisseau de la Marine impériale de Russie              | columbarium                                  | 2 097  |       |              |
| Paul Ruinard               | 1876 | 1959 | directeur sportif du Vélo Club de Levallois (VCL)                   | columbarium ou cimetière de Levallois-Perret | 2 263  | ,     |              |

- Haut – A
- B
- C
- D
- E
- F
- G
- H
- I
- J
- K
- L
- M
- N
- O
- P
- Q
- R
- S
- T
- U
- V
- W
- X
- Y
- Z

## S
| Nom                | Né   | Mort | Occupation                                        | Localisation | Case   | Réf.  | Illustration |
| ------------------ | ---- | ---- | ------------------------------------------------- | ------------ | ------ | ----- | ------------ |
| Marie Sass         | 1838 | 1907 | cantatrice                                        | case reprise | 1 589  |       |              |
| Jérôme Savary      | 1942 | 2013 | acteur, metteur en scène et directeur de théâtres | columbarium  | 392    |       |              |
| Albert Schmit      | 1874 | 1949 |                                                   | columbarium  | 6 367  |       |              |
| Leff Schultz       | 1897 | 1970 | peintre                                           | columbarium  | 13 551 | [ 1 ] |              |
| Maurice Schwob     | 1859 | 1928 | éditeur du Phare de la Loire                      | columbarium  | 5 779  |       |              |
| Eugène Silvain     | 1851 | 1930 | acteur, doyen de la Comédie-Française             | columbarium  | 4 554  | ,     |              |
| Louise Silvain     | 1874 | 1930 | actrice, sociétaire de la Comédie-Française       | columbarium  | 4 453  | ,     |              |
| Aurelio Staletti   | 1925 | 2014 | agent littéraire et artistique                    | columbarium  | 11 666 |       |              |
| Isidore Straus     | 1845 | 1896 | professeur de médecine                            | columbarium  | 5 934  |       |              |
| Marguerite Syamour | 1857 | 1945 | sculptrice                                        | columbarium  | 6 345  |       |              |

- Haut – A
- B
- C
- D
- E
- F
- G
- H
- I
- J
- K
- L
- M
- N
- O
- P
- Q
- R
- S
- T
- U
- V
- W
- X
- Y
- Z

## T
| Nom                 | Né   | Mort | Occupation                                              | Localisation | Case   | Réf.  | Illustration |
| ------------------- | ---- | ---- | ------------------------------------------------------- | ------------ | ------ | ----- | ------------ |
| Albert t'Serstevens | 1885 | 1974 | écrivain                                                | columbarium  | 13 211 |       |              |
| Andrée Tainsy       | 1911 | 2004 | actrice                                                 | columbarium  | 6 966  |       |              |
| Pavel Tchelitchew   | 1898 | 1957 | peintre russe                                           | columbarium  | 6 681  |       |              |
| Sibyl Sanderson     | 1865 | 1903 | cantatrice                                              | case reprise | 1 804  |       |              |
| Georges de Tervagne | 1908 | 2004 | dramaturge belge, auteur de pièces et de vaudevilles    | columbarium  | 40 836 |       |              |
| Simone de Tervagne  | 1911 | 1992 | journaliste et femme de lettres                         | columbarium  | 40 836 |       |              |
| Maurice Toesca      | 1904 | 1998 | écrivain                                                | columbarium  | 1 377  |       |              |
| Henry Torrès        | 1891 | 1966 | écrivain                                                | columbarium  | 3 268  | [ 2 ] |              |
| Renée Triffaux      |      |      | pianiste et premier prix du conservatoire de Bruxelles. | columbarium  | 324    |       |              |
| Henri Turot         | 1865 | 1920 | journaliste                                             | columbarium  | 5 683  | ,     |              |

- Haut – A
- B
- C
- D
- E
- F
- G
- H
- I
- J
- K
- L
- M
- N
- O
- P
- Q
- R
- S
- T
- U
- V
- W
- X
- Y
- Z

## U
| Nom           | Né   | Mort | Occupation                               | Localisation | Case  | Réf. | Illustration |
| ------------- | ---- | ---- | ---------------------------------------- | ------------ | ----- | ---- | ------------ |
| Georges Unné  | 1877 | 1960 | ingénieur                                | columbarium  | 6 309 |      |              |
| Octave Uzanne | 1851 | 1931 | homme de lettres, éditeur et journaliste | case reprise | 5 441 |      |              |

- Haut – A
- B
- C
- D
- E
- F
- G
- H
- I
- J
- K
- L
- M
- N
- O
- P
- Q
- R
- S
- T
- U
- V
- W
- X
- Y
- Z

## V
| Nom                       | Né   | Mort | Occupation                                                                                                   | Localisation | Case   | Réf.  | Illustration |
| ------------------------- | ---- | ---- | --- | ------------ | ------ | ----- | ------------ |
| René Vaillot              | 1905 | 1994 | écrivain | columbarium  | 25 203 | [ 1 ] |              |
| Georges Valenzuela Solari | 1931 | 2012 | peintre chilien                                                                                              | columbarium  | 40 215 |       |              |
| Pierre Valude             | 1891 | 1930 | avocat et homme politique                                                                                    | columbarium  | 5 202  | [ 3 ] |              |
| Marie van Zandt           | 1858 | 1919 | cantatrice                                                                                                   | columbarium  | 5 890  | [ 1 ] |              |
| Marin Varbanov            | 1932 | 1989 | peintre et tapissier bulgare                                                                                 | columbarium  | 243    |       |              |
| Francis Viaud             | 1899 | 1985 | Grand Maître du Grand Orient de France                                                                       | columbarium  | 6 632  |       |              |
| Voline                    | 1882 | 1945 | militant libertaire                                                                                          | columbarium  | 4 024  |       |              |
| Émile Vuillermoz          | 1878 | 1960 | compositeur, musicographe et critique musical français, fondateur de la critique cinématographique en France | columbarium  | 6 534  | ,     |              |

- Haut – A
- B
- C
- D
- E
- F
- G
- H
- I
- J
- K
- L
- M
- N
- O
- P
- Q
- R
- S
- T
- U
- V
- W
- X
- Y
- Z

## W
| Nom               | Né   | Mort | Occupation                                                                                    | Localisation | Case  | Réf.  | Illustration |
| ----------------- | ---- | ---- | --------------------------------------------------------------------------------------------- | ------------ | ----- | ----- | ------------ |
| Louis Weill-Goetz | 1849 | 1919 |                                                                                               | columbarium  | 5 708 |       |              |
| Léon Werth        | 1878 | 1955 | écrivain                                                                                      | columbarium  | 5 930 | [ 1 ] |              |
| Richard Wright    | 1908 | 1960 | écrivain et journaliste américain, premier écrivain afro-américain à écrire un roman à succès | columbarium  | 848   | ,     |              |

- Haut – A
- B
- C
- D
- E
- F
- G
- H
- I
- J
- K
- L
- M
- N
- O
- P
- Q
- R
- S
- T
- U
- V
- W
- X
- Y
- Z

## Z
| Nom             | Né   | Mort | Occupation                                     | Localisation | Case   | Réf.  | Illustration |
| --------------- | ---- | ---- | ---------------------------------------------- | ------------ | ------ | ----- | ------------ |
| Achille Zavatta | 1915 | 1993 | clown                                          | columbarium  | 1 918  | ,     |              |
| Michel Zéraffa  | 1918 | 1985 | écrivain                                       | columbarium  | 17 290 | [ 1 ] |              |
| Socrate Zervos  | 1959 | 1993 | poète, professeur à l'université et traducteur | case reprise | 23 629 | [ 1 ] |              |
| Armand Ziwès    | 1887 | 1962 | préfet de police                               | columbarium  | 4 396  | [ 1 ] |              |